# Shine (álbum de Cyndi Lauper)
Shine  —en español: Brillo— es el octavo álbum de estudio de la cantante estadounidense Cyndi Lauper. Fue lanzado solo en Japón el 3 de mayo de 2004 por Oglio Records. El álbum, producido en su totalidad por Lauper y William Wittman. El álbum expone sobre el sonido Lauper desarrolló desde 1997 en Sisters of Avalon. Mayormente canciones pop, que coquetea con la electrónica y new wave mientras que incorporen instrumentos tradicionales como el sitar y violines. La canción "It's Hard to be Me" fue escrita acerca de Anna Nicole Smith, Smith trató de comprarlo como el tema principal de su reality show, pero Cyndi se negó.

## Antecedentes
El álbum estaba listo para el lanzamiento en 2001, pero Edel Records, el sello con que fue grabado, no lo lanzó ya que las pistas se filtraron rápidamente en Internet y en 2002 se dieron cuenta de que no tenía sentido tratar de liberarlo de forma generalizada. Dos EP fueron puestos en libertad en su lugar: uno también fue llamado Shine EP. que contenía unas canciones del álbum, y el otro Shine Remixes con remix de la canción homónima.

## Lista de canciones
1. "Shine"(Lauper, William Wittman) - 4:34
2. "It's Hard to be Me" (Lauper, Rob Hyman, Wittman) - 3:53
3. "Madonna Whore" (Lauper, Wittman) - 3:36
4. "Wide Open" - 3:50
5. "Rather Be with You" (Lauper, Doc. Fleming, Marcello Nines) - 3:25
6. "Who Let In The Rain"(Lauper, Allee Willis) - 4:33
7. "Comfort You" - 4:12
8. "Eventually" (Lauper, Ryuichi Sakamoto) - 5:30
9. "(Waiting For) Valentino" - 5:12
10. "This Kind of Love" (Lauper, Nines) - 3:54
11. "Higher Plane" (mal escrita en formato CD como "Higher Place") - 4:16
12. "Water's Edge" (Lauper, Hyman) - 5:23
13. "I Miss My Baby" - 3:23

## Posicionamiento
| Cartelera (2003)                    | Posición más alta |
| ----------------------------------- | ----------------- |
| Japanese Oricon Weekly Albums Chart | 120               |